# Alnain
Der Alnain ist ein Fluss in Frankreich, der im Département Nièvre in der Region Bourgogne-Franche-Comté verläuft. Er entspringt unter dem Namen Ruisseau de Venin im Gemeindegebiet von Guipy, durchquert in seinem Oberlauf die beiden Stauseen Étang de Vaux und Étang de Baye, die zur Wasserversorgung des Schifffahrtskanals Canal du Nivernais dienen, entwässert generell in südlicher Richtung entlang des Kanals und mündet nach rund 21 Kilometern im Gemeindegebiet von Châtillon-en-Bazois als linker Nebenfluss in den Aron.

## Orte am Fluss
(Reihenfolge in Fließrichtung)
- Baye, Gemeinde Bazolles
- Bazolles
- Marré, Gemeinde Mont-et-Marré

## Sehenswürdigkeiten
- Wassersportzentrum am Étang de Baye